# العلاقات البرازيلية الكندية
العلاقات البرازيلية الكندية هي العلاقات الثنائية التي تجمع بين البرازيل وكندا.

## مقارنة بين البلدين
هذه مقارنة عامة ومرجعية للدولتين:
| وجه المقارنة                                              | البرازيل | كندا                     |
| --------------------------------------------------------- | --- | ------------------------ |
| المساحة (كم2)                                             | 8.52 مليون | 9.98 مليون               |
| عدد السكان (نسمة)                                         | 202.66 مليون | 35.70 مليون              |
| الكثافة السكانية (ن./كم²)                                 | 23.79 | 3.58                     |
| العاصمة                                                   | برازيليا، ريو دي جانيرو | أوتاوا                   |
| اللغة الرسمية                                             | برتغالية برازيلية، Brazilian Sign Language ‏ | لغة إنجليزية، لغة فرنسية |
| العملة                                                    | ريال برازيلي، كروزيرو ريال برازيلي ‏، كروزيرو البرازيلية (1990–1993)، البرازيلي كروزادو نوفو، كروزادو برازيلي، cruzeiro ‏، كروزيرو البرازيلية (1942–1967)، الريال البرازيلي (قديم) | دولار كندي               |
| الناتج المحلي الإجمالي (بليون دولار)                      | 2.06 تريليون | 1.65 تريليون             |
| الناتج المحلي الإجمالي (تعادل القوة الشرائية) بليون دولار | 3.22 تريليون | 1.59 تريليون             |
| الناتج المحلي الإجمالي الاسمي للفرد دولار أمريكي          | 8.54 ألف | 43.25 ألف                |
| الناتج المحلي الإجمالي للفرد دولار أمريكي                 | 15.89 ألف | 45.07 ألف                |
| مؤشر التنمية البشرية                                      | 0.754 | 0.913                    |
| رمز المكالمات الدولي                                      | +55 | +1                       |
| رمز الإنترنت                                              | .br | .ca                      |
| المنطقة الزمنية                                           | |                          |

## مدن متوأمة
في ما يلي قائمة باتفاقيات التوأمة بين مدن برازيلية وكندية:
- ترتبط ريو دي جانيرو مع فانكوفر باتفاقية توأمة منذ 1969.
- ترتبط ساو باولو مع تورونتو باتفاقية توأمة منذ 2004.[15][15][15][15]

## منظمات دولية مشتركة
يشترك البلدان في عضوية مجموعة من المنظمات الدولية، منها:
| علم المنظمة | اسم المنظمة                        | تاريخ انضمام البرازيل | تاريخ انضمام كندا |
| ----------- | ---------------------------------- | --------------------- | ----------------- |
|             | البنك الإفريقي للتنمية             | ?                     | ?                 |
|             | مجموعة العشرين                     | ?                     | ?                 |
|             | منظمة الشرطة الجنائية الدولية      | ?                     | ?                 |
|             | منظمة الدول الأمريكية              | ?                     | 8 يناير 1990      |
|             | الاتحاد البريدي العالمي            | ?                     | ?                 |
|             | منظمة التجارة العالمية             | ?                     | ?                 |
|             | الفريق المعني برصد الأرض           | ?                     | ?                 |
|             | مجموعة الموردين النوويين           | ?                     | ?                 |
|             | مؤسسة التنمية الدولية              | 15 مارس 1963          | 24 سبتمبر 1960    |
|             | مؤسسة التمويل الدولية              | 31 ديسمبر 1956        | 20 يوليو 1956     |
|             | منظمة حظر الأسلحة الكيميائية       | ?                     | ?                 |
|             | الأمم المتحدة                      | 24 أكتوبر 1945        | 9 نوفمبر 1945     |
|             | الاتحاد الدولي للاتصالات           | 4 يوليو 1877          | 1 يوليو 1908      |
|             | البنك الدولي للإنشاء والتعمير      | 14 يناير 1946         | 27 ديسمبر 1945    |
|             | وكالة ضمان الاستثمار متعدد الأطراف | 7 يناير 1993          | 12 أبريل 1988     |
|             | نظام تحكم تكنولوجيا القذائف        | 1995                  | 1987              |
|             | يونسكو                             | 4 نوفمبر 1946         | 4 نوفمبر 1946     |

## أعلام
هذه قائمة لبعض الشخصيات التي تربطها علاقات بالبلدين:
- ألكسندر كونتي (ممثل كندي، 1 سبتمبر 1993 – )
- توني مينيزيس (لاعب كرة قدم كندي، 24 نوفمبر 1974[23] – )
- ماركو كاستيلو (موسيقي كندي، 19 سبتمبر 1963 – )

## وصلات خارجية
- موقع وزارة الخارجية البرازيلية
- موقع وزارة الخارجية الكندية